# فرودگاه روپائیر
فرودگاه روپائیر  (به انگلیسی: Roppair Airport) یک فرودگاه خصوصی است که یک باند فرود چمن دارد و طول باند آن ۵۱۸ متر است. این فرودگاه در کشور ایالات متحده آمریکا قرار دارد و در ارتفاع ۷۵ متری از سطح دریا واقع شده است.